# 水森サトリ
水森 サトリ（みずもり さとり、1970年 - ）は、日本の作家。東京都出身・在住。
2006年、「でかい月だな」で第19回小説すばる新人賞を受賞してデビュー。

## 作品リスト
- でかい月だな（2007年1月 集英社 / 2010年1月 集英社文庫）
- 星のひと（2008年4月 集英社）
  - ルナ（『小説すばる』2007年3月号）
  - 夏空オリオン（『小説すばる』2007年6月号）
  - 流れ星 はぐれ雲（『小説すばる』2007年9月号）
  - 惑星軌道（『小説すばる』2007年12月号）

### アンソロジー
- COLORS（2008年4月 ホーム社） - 『青春と読書』に掲載された「色」をテーマにしたアンソロジー短編集。

### 掲載・連載中（未刊行）
- 月が見ていた（『小説すばる』2008年3月号 - 2010年4月号〈連載終了〉）
- 人生は退屈との戦いである（『野性時代』2009年11月号・ショートショート）
- 水森サトリ掌編シリーズ（WEB文芸RENZABURO）